# يورو غيمر
يورو غيمر (بالإنجليزية: Eurogamer)‏ هو موقع ويب وقناة يوتيوب. يركز على أخبار واستعراضات ألعاب الفيديو وغيرها من الميزات. يشغل من قبل شبكة جيمر نتورك المحدودة والتي مقرها في برايتون، في المملكة المتحدة، وقد تأسست هذه الشركة في سنة 1999 من قبل الأخوة روبرت ونيك لومان.

## وصلات خارجية
- الموقع الرسمي